# Jenni Haukio
Jenni Elina Haukio (Pori, Finlandia; 7 de abril de 1977) es una poetisa finlandesa y la primera dama de Finlandia desde el 1 de marzo de 2012 hasta el 1 de marzo de 2024. Es la segunda esposa del anterior    presidente de Finlandia, Sauli Niinistö.

## Biografía
Jenni Haukio se graduó de la Universidad de Turku con una maestría en ciencias políticas en 2001.

## Vida personal
Jenni Haukio conoció a Sauli Niinistö en 2005, mientras trabajaba para el Partido de la Coalición Nacional. Jenni Haukio 
entrevistó a  Sauli Niinistö para Nykypäivä magazine. Más tarde se convirtieron en una pareja, pero mantuvieron su relación en secreto del público hasta que se casaron el 3 de enero de 2009. El 2 de febrero de 2018, Jenni Haukio dio a luz a su primer hijo, Aaro Veli Väinämö Niinistö.

## Honores
- Comandante Gran Cruz de la Orden de la Rosa Blanca de Finlandia
- Gran Cruz de la Real Orden del Mérito de Noruega
- Comandante Gran Cruz de la Orden de la Estrella Polar
- Gran Cruz de la Orden del Dannebrog
- Gran Cruz de la Orden del Mérito Nacional
- Comandante Gran Cruz de la Orden de las Tres Estrellas
- Primera clase de la Orden de la Cruz de Terra Mariana
- Gran Cruz de la Orden del Mérito de la República de Polonia
- Gran Cruz de la Orden de Adolfo de Nassau
- Destinatario de la Medalla de la insignia del 70 cumpleaños de Carlos XVI Gustavo de Suecia
- Gran Cruz de la Orden del Halcón
- Gran Cruz Primera clase de la Orden del Mérito de la República Federal de Alemania

- Datos: Q293133
- Multimedia: Jenni Haukio / Q293133